# ألان بي. جولد
ألان بي. جولد هو قاضي ومحامي كندي، ولد في 21 يوليو 1917 في مونتريال في كندا، وتوفي بنفس المكان في 15 مايو 2005.